# جان ولز
جان ولز (بالإنجليزية: Jean Wells)‏ هي فنانة وكاتِبة أمريكية، ولدت في 25 يوليو 1955 في جاكسونفيل في الولايات المتحدة، وتوفيت في 25 يناير 2012.